# Viasat History
Viasat History este un post de televiziune, întemeiat de Modern Times Group ce difuzează documentare despre istorie.
Acest canal a fost înființat pe 3 mai 2004, în Europa Centrală și de Est, dar și în peninsulele balcanice și baltice, iar în noiembrie, și în peninsula scandinavă.